# Kōtō Matsudaira
Kōtō Matsudaira (松平 康東, Matsudaira Kōtō, Tóquio, 5 de fevereiro de 1903 – 4 de maio de 1994) foi um diplomata japonês que foi representante permanente do Japão nas Nações Unidas de maio de 1957 a maio de 1961.

## Biografia
O filho de um armador estudou Direito na Universidade Imperial. Em 1926, antes de completar seus estudos, começou a trabalhar para o serviço estrangeiro do Japão e recebeu seu doutorado em direito em Paris em 1931. A partir de 1932 foi membro da delegação japonesa à Liga das Nações em Genebra. Em 1934 mudou-se para o Departamento de Contratos do Ministério das Relações Exteriores do Japão, onde trabalhou até 1941. Desde o início deste ano até o ataque a Pearl Harbor em dezembro de 1941 era secretário da Embaixada em Washington. De volta ao Japão, ele trabalhou em um cargo sênior no departamento de tratados do Ministério das Relações Exteriores antes de ir para Moscou em 1944 como secretário da embaixada. De 1957 a maio de 1961 foi o Representante Permanente do Japão nas Nações Unidas.